# 三村裕幸
三村 裕幸（みむら ひろゆき、1989年7月7日 - ）は、千葉県千葉市出身のハンドボール選手。日本ハンドボールリーグの琉球コラソン所属。

## 経歴
東海大学時代は2009年の関東学生ハンドボール・秋季リーグで優秀新人賞を受賞。
大学卒業後はFSTでプレーし、2014年にドイツのHCアインハイト・プラウエンへ加入。
2016年に日本ハンドボールリーグの琉球コラソンへ加入。

## 詳細情報

### 年度別成績
| 年       | チーム   | 試合 | フィールド 得点 | 率   | 7m  | 合計   | 警告 | 退場 | 失格 |
| -------- | -------- | ---- | --------------- | ---- | --- | ------ | ---- | ---- | ---- |
| 2016-17  | 琉球     | 12   | 13/17           | .765 | 0/0 | 13/17  | 0    | 0    | 0    |
| 2017-18  | 琉球     | 16   | 32/40           | .800 | 0/0 | 32/40  | 1    | 0    | 0    |
| 2018-19  | 琉球     | 17   | 46/73           | .630 | 3/4 | 49/77  | 1    | 2    | 0    |
| JHL：3年 | JHL：3年 | 45   | 91/130          | .700 | 3/4 | 94/134 | 3    | 4    | 0    |

### 記録

#### 日本ハンドボールリーグ
- フィールドゴール初得点：2016年9月17日、対トヨタ紡織九州戦（神埼中央公園体育館）[4]
- 7mスロー初得点：2018年10月8日、対トヨタ車体戦（甲州市塩山体育館）[5]

### 背番号
- 10 (2014年 - 2016年)
- 24 (2016年 - )